# أماندا بوكسر
أماندا بوكسر (بالإنجليزية: Amanda Boxer)‏ هي ممثلة بريطانية، ولدت في 1948 في لندن في المملكة المتحدة.

## وصلات خارجية
- أماندا بوكسر على موقع IMDb (الإنجليزية)
- أماندا بوكسر على موقع قاعدة بيانات الفيلم (الإنجليزية)